# Бальная книжка

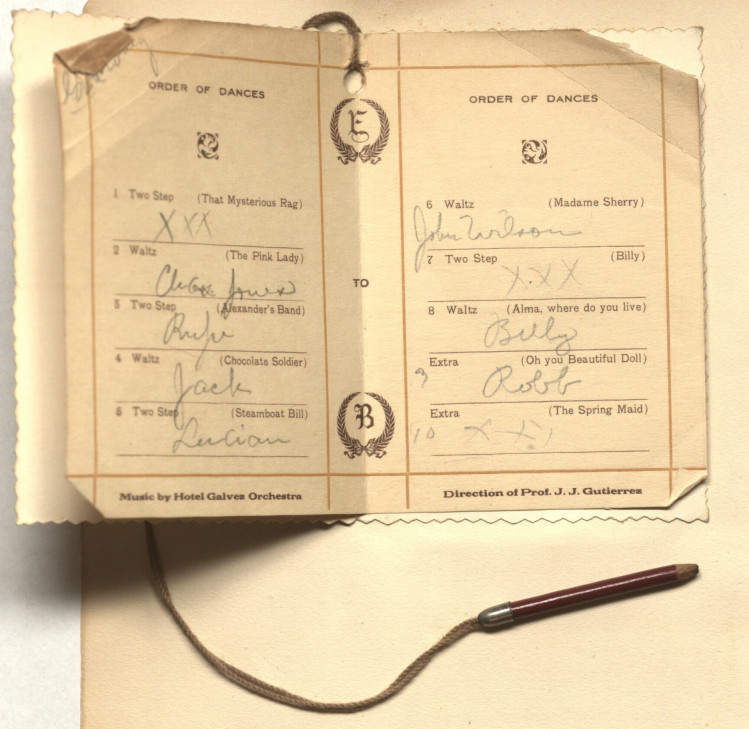
Бальная книжка. 1912 г.

Бальная книжка, или карне (фр. carnet de bal, нем. Agenda) — дамский бальный аксессуар, миниатюрная книжечка, в которую дама записывала номер танца и имена кавалеров.

## История
Бальные книжки появились в XVIII веке и были неотъемлемой принадлежностью дворянских балов в XIX веке. Традиция их использования сохранялась вплоть до второй половины XX века. Изначально обретя популярность в Вене, бальные книжки получили затем широкое распространение в Европе, России и США.

## Описание

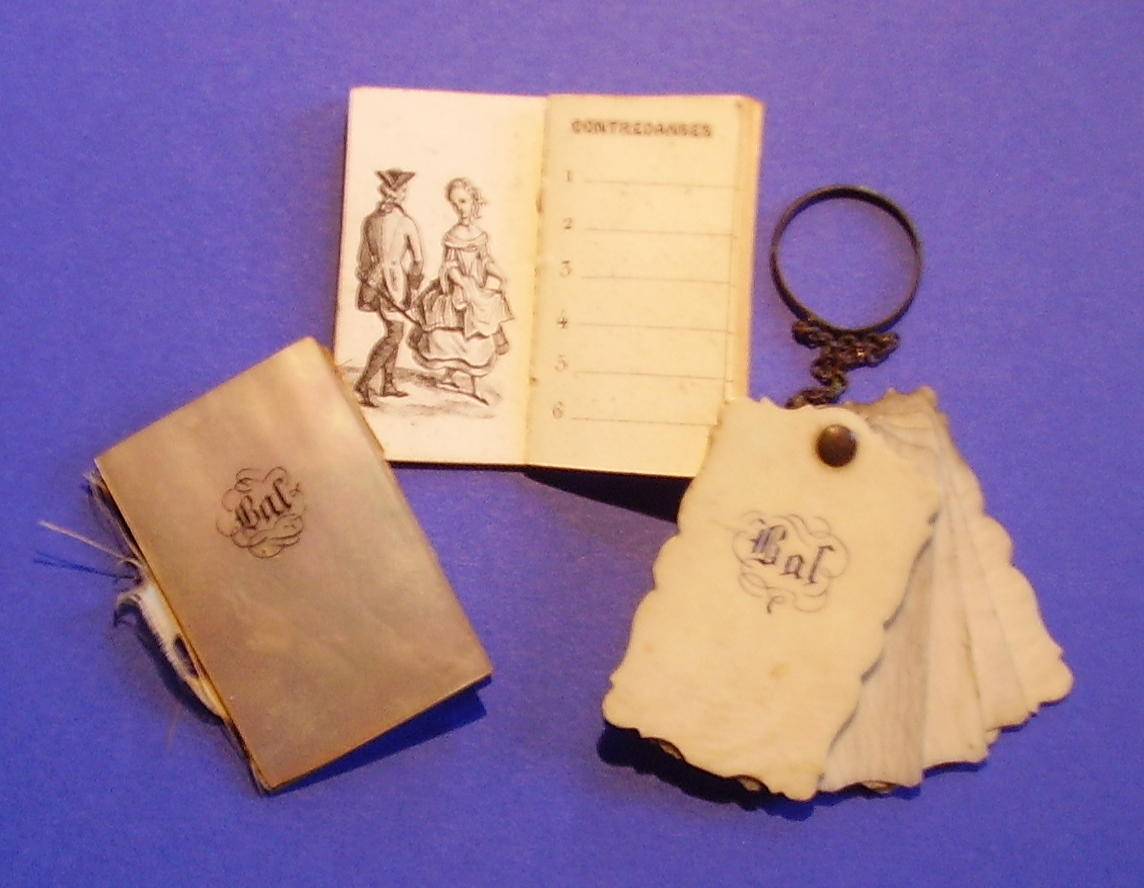
Бальные книжки

Как правило, бальная книжка представляла собой небольшой блокнотик с прикреплённым к нему карандашом. Обычно бальные книжки отличались изящностью и оригинальным оформлением. Переплёт мог быть серебряным, костяным или кожаным; украшением могли служить драгоценные камни, перламутр, золотая монограмма владелицы. Листочки книжки изготавливались, как правило, из слоновой кости: сделанные на них записи можно было стереть и вновь использовать книжечку на следующем балу. Однако и бумажные аналоги были широко распространены.
Для удобства использования бальные книжки делались маленькими, не более ладони. К ним прикреплялась цепочка, чтобы дамы могли носить их на запястье или прикреплять к платью.
Обычно бальные книжки изготавливали ювелиры на заказ. Богатство отделки свидетельствовало о социальном статусе и состоятельности владелицы.

## Использование
Внутри бальной книжки писались названия и номера танцев. Ещё до начала бала кавалер мог пригласить даму на определённый танец, а она записывала его фамилию на соответствующей строке. Если, по какой-либо причине, дама отказывала кавалеру, она должна была пропустить этот танец: считалось неприличным сразу же после отказа принимать приглашение другого мужчины.
Многие дамы были склонны считать бальную книжку списком своих любовных побед, поскольку записи в ней свидетельствовали о внимании и симпатии мужчин к обладательнице; напротив, пустые страницы говорили о непопулярности девушки на балу.